# Deewane
Deewane ("Szalony")  to bollywoodzki film akcji i dramat miłosny z 2000 roku z podwójną rolą Ajay Devgana. U jego boku Urmila Matondkar i  Mahima Chaudhry. Reżyserem filmu jest Harry Baweja, autor Main Aisa Hi Hoon, czy Qayamat. 
Film opowiada historię dwojga obcych sobie ludzi o takiej samej twarzy: zasadniczego policjanta i złodzieja - poetę. W pewnym momencie ich życia złodziej za pieniądze podejmuje się odegrać rolę policjanta. Grając zapomina na chwilę o sobie. W obcej mu skórze, pod obcym imieniem budzi się w nim miłość do narzeczonej policjanta.

## Fabuła
W życiu Sapny (Urmila Matondkar) wszystko jest jasne. Od dziecka wiedziała, że kiedyś zostanie żona Vishala. Wspólne dzieciństwo, znajomość swoich przyzwyczajeń, upodobań. Vishal (Ajay Devgan), zdecydowany wręcz zuchwały w walce z bandytami policjant umie sobie radzić z dąsami narzeczonej. Pewnego razu jednak Vishal zostaje postrzelony przez gangsterów. Zapada w śpiączkę. Jego przełożony licząc na to, że z czasem Vishal, postrach bandytów w mieście odzyska zdrowie wynajmuje do akcji policyjnych jego sobowtóra, romantycznego złodzieja o złotym sercu, Aruna (Ajay Devgan). Aby uczynić go bardziej wiarygodnym i nie przerazić rodziny Vishala, nikt nie zna prawdziwej tożsamości Aruna. Nigdy nie znający rodziny Arun zostaje nagle radośnie przywitany przez siostrę, otoczony troskliwą opieką matki. Najbardziej jednak wstrząsa nim spotkanie z Sapna. Od pierwszej chwili jest urzeczony dziewczyną. Widząca w nim Vishala Sapna jest zdziwiona zmianami w charakterze narzeczonego. Nigdy dotąd nie patrzył na nią tak czule, tak namiętnie. Zaskakuje ja tańcem, śpiewem. Wzrusza tym, że nie dopuszcza do tego, aby telefony z pracy przerywały ich spotkania. Sapna po raz pierwszy czuje jak rośnie w niej miłość do narzeczonego, odkrywa go z radością, jest jej coraz bliższy. Nie rozumie tylko, czemu jej przyszły mąż nie dopuszcza do żadnych pieszczot między nimi. Wyznając jej miłość oczyma, wzbrania się przed dotknięciem jej. Pewnego dnia idyllę przerywa powrót do domu ozdrowiałego Vishala. Sapna z przerażeniem dowiaduje się, że ten, kto wzbudził w niej miłość, nie jest jej narzeczonym...

## Obsada
- Ajay Devgan .. Vishal/Arun
- Urmila Matondkar .. Sapna
- Mahima Chaudhry .. Pooja
- Shivaji Satham .. oficer policji
- Paresh Rawal .. Lekhraj
- Johnny Lever .. Okay
- Gulshan Grover

## Muzyka i piosenki
- Ae Dil Itna Bata De
- Churao Na Dil
- Deewane Pyar Ke Hum Hain
- Ishq Da Gunjal
- Meri Aankhiyon Mein
- Qayamat
- Sajna Ne Phool